# Giustino Ippolito
Giustino Ippolito (Milano, 18 marzo 1940) è un ex calciatore italiano, di ruolo centrocampista.

## Carriera
Mediano cresciuto nel Milan, con cui vince il Torneo di Viareggio 1960, nel 1961 viene ceduto al Cosenza.
Con i rossoblu disputa tre campionati di Serie B totalizzando 86 presenze e 3 reti, prima della retrocessione in Serie C avvenuta nel 1964.
Nel 1965 passa alla Solbiatese in Serie C.